# 마랭 마레

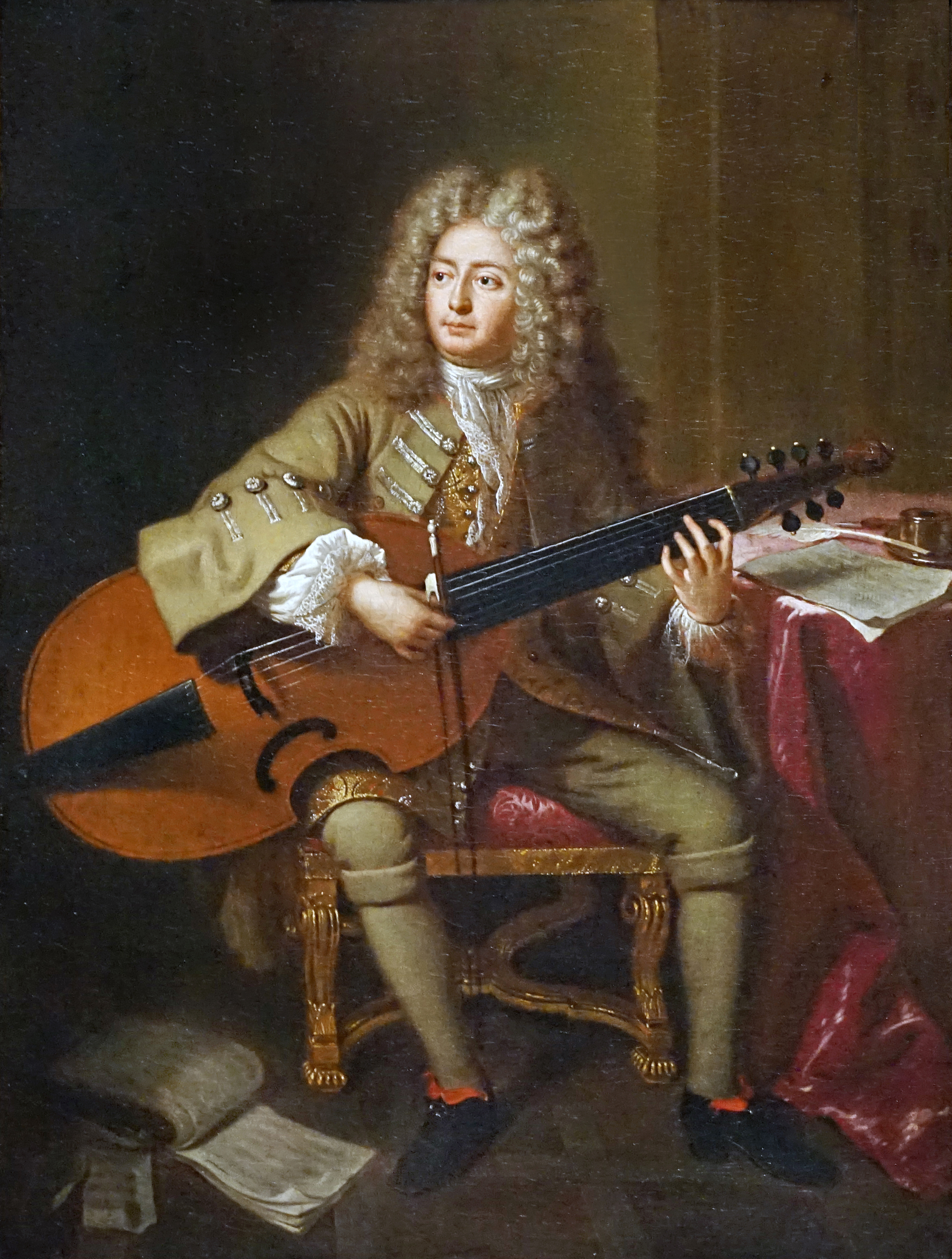

마랭 마레(Marin Marais, 1656년 5월 31일 ~ 1728년 8월 15일)는 프랑스의 작곡가이자 비올족 연주자이다. 장바티스트 륄리의 제자로써, 그에게서 작곡을 공부했다. 1676년 장바티스트 륄리의 음악가로 고용되었다.